# Свети Иван Рилски (Кресна)
„Свети Иван Рилски“ е военна църква в Неврокопската епархия на Българската православна църква, храм-паметник и костница в пиринското градче Кресна, България.

## История
През 30-те години на XX век село Крива ливада, от 1934 година Гара Пирин, се разраства и параклисът „Свети Георги“ при военните гробища става малък за енорийски храм. Църковното настоятелство взима решение за построяване на църква-паметник на военните събития в района и получава разрешение от митрополит Борис Неврокопски. Молби за спонсорство са разпратени на роднините на починалите във Втора армейска болница и погребани във военното гробище българи, англичани, французи, немци и италианци. Дарения постъпват от Светия синод, БПЦ, посолства и частни лица. Договорът за строеж е спечелен от Крум Цеков от Земен с оферта за 340 000 лева. Храмът започва да се гради в 1939 година е осветен на 1 ноември 1941 година.
Пръв свещеник на храма е Димитър Попов, а след него от 1944 година служат Христо Джоков от Горна Джумая, Христо Рашков, починал в Дупница, Илия Костадинов Илиев от Горна Брезница, Атанас Махлелиев, преселник в Гара Пирин, от 1988 година Стоян Атанасов Махлелев и от 2000 година – Крум Лъджов от Влахи и Георги Танчов от Долна Градешница.
Размерите на храма са големи – 25 m дължина и 13 m ширина. В архитектурно отношение е еднокорабна, едноапсидна, безкуполна сводеста базилика. От запад има вградена камбанария, която е висока 16 m. Широко стълбище води до сводестия вход. На западната страна и камбанарията ива 5 сводести и 3 квадратни прозореца. На северната и южната стена има по 3 сводести прозореца. Олтарът на изток е висок 6 m. В подземието има костница, до която се стига по вътрешна стълба.
Иконостасът е дело на Петър Кушлев, към който са поставени предварителни условия материалът да е първокачествен масив, колоните да са масивни, а иконостасът да е в рамка, а не на части. Резбата на иконостаса е ажурна, опростена и пластична, характерна за Дебърската художествена школа. Умело са вградени лица и сцени, свързани с църковното движение. По-голямата част от иконите са дело на дебърския майстор Апостол Негриев Фръчков от Галичник. В 1980 година храмът е изписан от Борислав Божинов от Сандански.
В 2012 година Националният инициативен комитет за честването на 100 години от Балканските войни отпуска средства за възстановяване на девет войнишки паметници на територията на област Благоевград, включително и на църквата в Кресна.